# Folketingsvalet 2015
Folketingsvalet i Danmark 2015 hölls den 18 juni. Valet innebar regeringsskifte, det "blå blocket" fick egen majoritet och socialdemokraterna fick överlämna statsministerposten till Lars Løkke Rasmussen. Valets stora vinnare var Dansk Folkeparti som ökade från 12,3 procent till 21,1 procent och därmed blev näst största parti. I och med detta meddelade den sittande statsministern Helle Thorning-Schmidt att hon även avgår som partiledare för socialdemokraterna.

## Utlysning

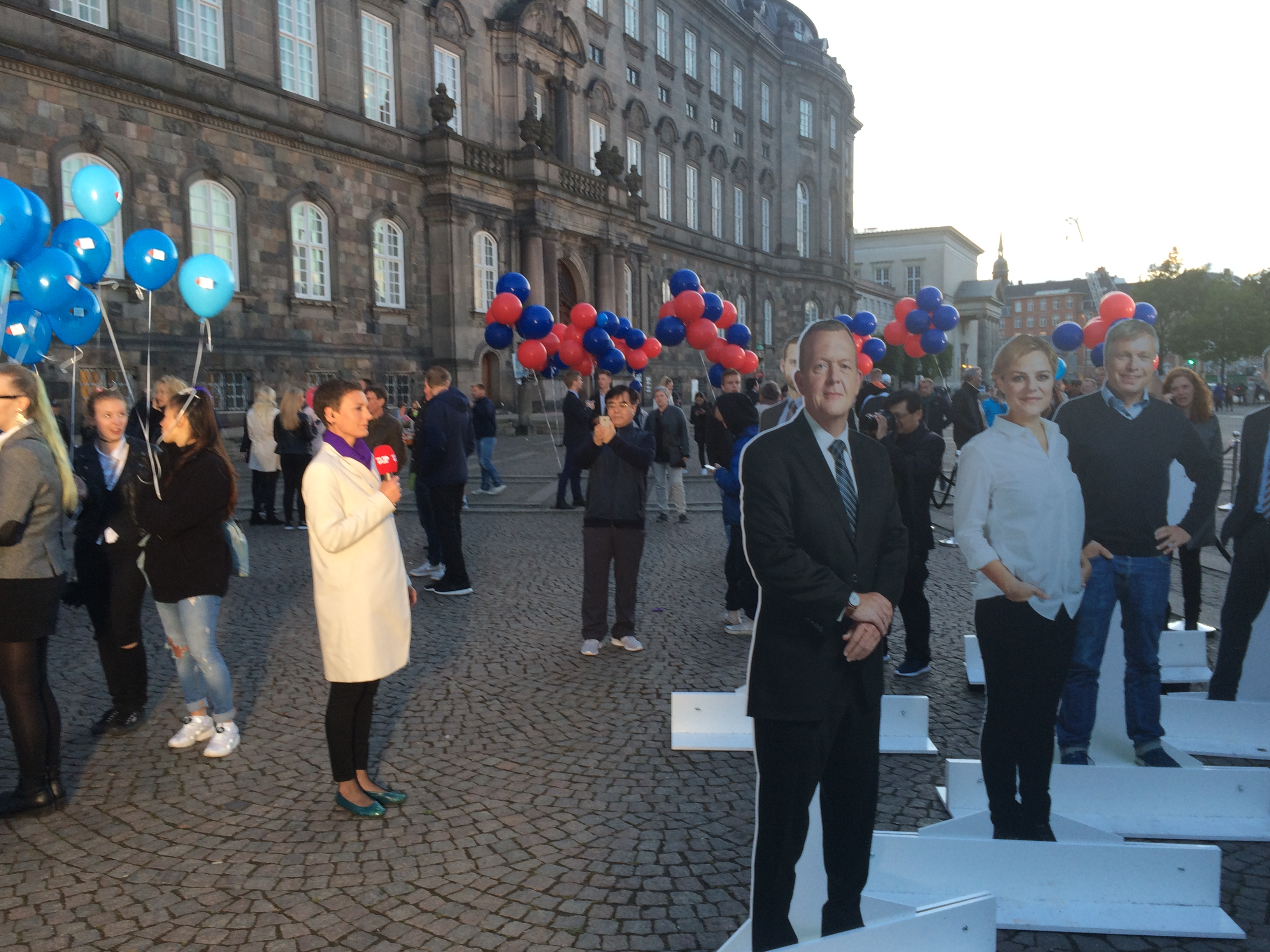
Valdagen i Köpenhamn.

Folketingsval i Danmark ska hållas senast fyra år efter föregående folketingsval och enligt fjärde kapitlet i den danska grundlagen väljer Kungen/Drottningen när valet ska hållas, dock är Kungen/Drottningens uppgift formell och i realiteten är det sittande statsminister som väljer valdag.

## Valresultat
Här nedan följer en sammanställning av valresultatet.
| Partier               | Partier                          | Ledare                 | Röster                | %                     | Mandat                | +/−                   |                       |
| Danmark (175 platser) | Danmark (175 platser)            | Danmark (175 platser)  | Danmark (175 platser) | Danmark (175 platser) | Danmark (175 platser) | Danmark (175 platser) | Danmark (175 platser) |
| --------------------- | -------------------------------- | ---------------------- | --------------------- | --------------------- | --------------------- | --------------------- | --------------------- |
|                       | Socialdemokraterne (A)           | Helle Thorning-Schmidt | 924 940               | 26,3%                 | 47                    | +3                    |                       |
|                       | Dansk Folkeparti (O)             | Kristian Thulesen Dahl | 741 746               | 21,1%                 | 37                    | +15                   |                       |
|                       | Venstre (V)                      | Lars Løkke Rasmussen   | 685 188               | 19,5%                 | 34                    | -13                   |                       |
|                       | Enhedslisten (De Rød-Grønne) (Ø) | Kollektivt ledarskap   | 274 463               | 7,8%                  | 14                    | +2                    |                       |
|                       | Liberal Alliance (I)             | Anders Samuelsen       | 265 129               | 7,5%                  | 13                    | +4                    |                       |
|                       | Alternativet (Å)                 | Uffe Elbæk             | 168 788               | 4,8%                  | 9                     | +9                    |                       |
|                       | Radikale Venstre (B)             | Morten Østergaard      | 161 009               | 4,6%                  | 8                     | -9                    |                       |
|                       | Socialistisk Folkeparti (F)      | Pia Olsen Dyhr         | 147 578               | 4,2%                  | 7                     | −9                    |                       |
|                       | Det Konservative Folkeparti (C)  | Søren Pape Poulsen     | 118 003               | 3,4%                  | 6                     | −2                    |                       |
|                       | Kristendemokraterne (K)          | Stig Grenov            | 29 077                | 0,8%                  | -                     | -                     |                       |
|                       | Obundna kandidater               | Obundna kandidater     | 3 066                 | 0,1%                  | -                     | -                     |                       |
|                       |                                  |                        |                       |                       |                       |                       |                       |
|                       |                                  |                        |                       |                       |                       |                       |                       |
|                       | Ogiltiga röster                  | Ogiltiga röster        | 41 073                |                       |                       |                       |                       |
|                       |                                  |                        |                       |                       |                       |                       |                       |
| Färöarna (2 platser)  |                                  |                        |                       |                       |                       |                       |                       |
|                       | Tjóðveldi (E)                    |                        | 5 730                 | 24,5%                 | 1                     | +1                    |                       |
|                       | Javnaðarflokkurin (C)            |                        | 5 666                 | 24,2%                 | 1                     | -                     |                       |
|                       | Sambandsflokkurin (B)            |                        | 5 500                 | 23,5%                 | -                     | -1                    |                       |
|                       | Fólkaflokkurin (A)               |                        | 4 368                 | 18,7%                 | -                     | -                     |                       |
|                       | Framsókn (F)                     |                        | 749                   | 3,2%                  | -                     | -                     |                       |
|                       | Miðflokkurin (H)                 |                        | 605                   | 2,6%                  | -                     | -                     |                       |
|                       | Sjálvstýrisflokkurin (D)         |                        | 403                   | 1,7%                  | -                     | -                     |                       |
|                       | Obundna kandidater               | Obundna kandidater     | 345                   | 1,5%                  | -                     | -                     |                       |
|                       |                                  |                        |                       |                       |                       |                       |                       |
| Grönland (2 platser)  |                                  |                        |                       |                       |                       |                       |                       |
|                       | Inuit Ataqatigiit                |                        | 7 904                 | 38,5%                 | 1                     | -                     |                       |
|                       | Siumut                           |                        | 7 831                 | 38,2%                 | 1                     | -                     |                       |
|                       | Demokraatit                      |                        | 1 753                 | 8,5%                  | -                     | -                     |                       |
|                       | Atassut                          |                        | 1 526                 | 7,4%                  | -                     | -                     |                       |
|                       | Partii Naleraq                   |                        | 962                   | 4,7%                  | -                     | -                     |                       |

### Fotnoter
1. ↑  ”Maktskifte i Danmark efter valrysare”. Aftonbladet. 18 juni 2015. http://www.aftonbladet.se/nyheter/article20991714.ab. Läst 19 juni 2015.
2. ↑  ”Danmarks Statistik - Folketingsvalg torsdag 18. juni 2015 - Resultater - Hele landet”. dst.dk. Statistics Denmark. http://www.dst.dk/valg/Valg1487635/valgopg/valgopgHL.htm. Läst 22 juni 2015.